# سیارک ۹۵۴۹
سیارک ۹۵۴۹ (به انگلیسی: 9549 Akplatonov، نامگذاری:1985SM2) نه هزار و پانصد و چهل و نهمین سیارک کشف شده‌است که در ۱۹ سپتامبر ۱۹۸۵ کشف شد.
قدر مطلق سیارک برابر ۴۸.۹ است.